# تک‌پر اولومائو
تک‌پر اولومائو (نام علمی: Myadestes lanaiensis) یک تک‌پر کوچک و تیره بوم‌زاد مائوئی، لانائی و مولوکای در جزایر هاوایی است. به عنوان ردهٔ در بحران انقراض فهرست شده است.
این پرندهٔ آمائوی منقرض‌شده، یا یک زیرگونه از M. lanaiensis  یا یک گونه جداگانه (به عنوان M. woahensis)، بومی اوآهو بود.

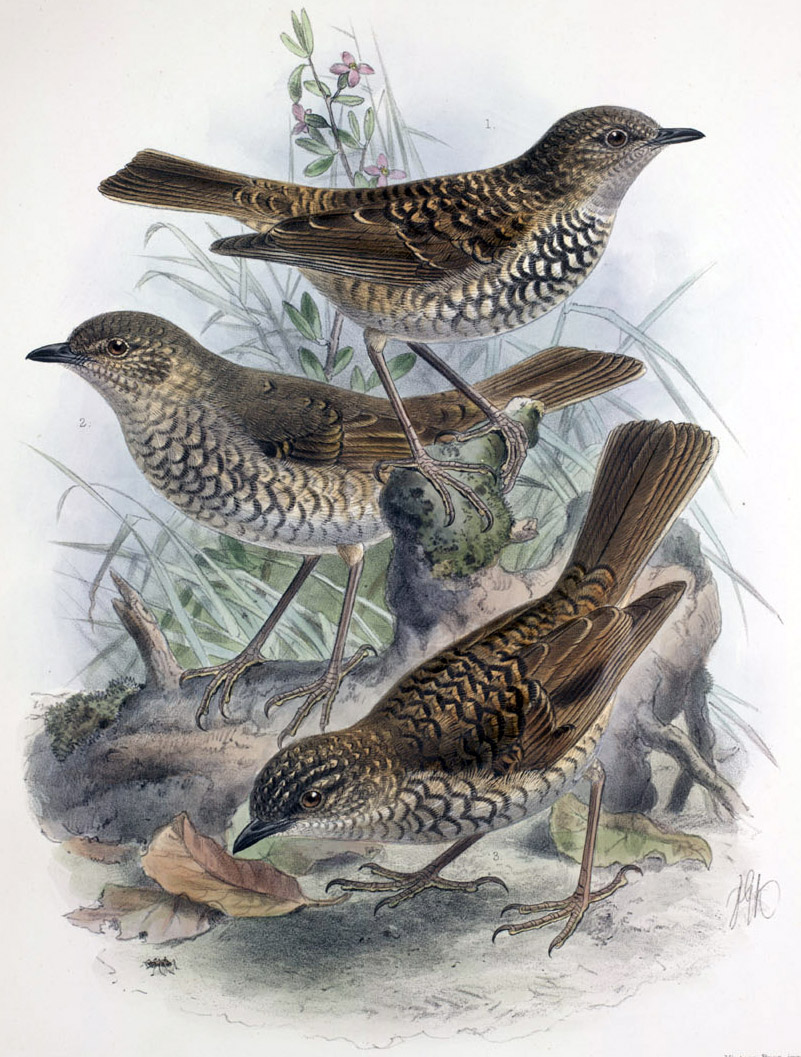
Myadestes myadestinus (بالا)، Myadestes lanaiensis lanaiensis (وسط). و Myadestes obscurus (پایین)